# ديوغو ماتيوس
ديوغو ماتيوس هو لاعب كرة قدم برازيلي في مركز الوسط، ولد في 13 فبراير 1993 في ساو باولو في البرازيل. لعب مع نادي إنترناسيونال ونادي بورتيمونينسي ونادي بونتي بريتا ونادي فيتوريا.

## وصلات خارجية
- ديوغو ماتيوس على موقع رابطة كرة القدم اليابانية للمحترفين (اليابانية)
- ديوغو ماتيوس على موقع قاعدة بيانات كرة القدم.إي يو (الإنجليزية)
- ديوغو ماتيوس على موقع قاعدة بيانات كرة القدم.إي يو (الإنجليزية)
- ديوغو ماتيوس على موقع Soccerway.com (الإنجليزية)
- ديوغو ماتيوس على موقع عالم كرة القدم.نت (الإنجليزية)